# Kup Zagrebačkog nogometnog saveza 2000./01.
Kup Zagrebačkog nogometnog saveza za sezonu 2000./01. je igran od rujna 2000. do svibnja 2001. godine 
 U kupu nastupaju klubovi s područja Grada Zagreba, a pobjednik natjecanja natjecanja je stekao pravo nastupa u pretkolu Hrvatskog kupa u sezoni 2001./02. 

Kup je osvojilo Lučko, pobijedivši u završnici Croatiu iz Sesveta.

## Sudionici
U natjecanju su sudjelovala 43 kluba, prikazani prema pripadnosti ligama u sezoni 2000./01.
| 2. HNL - Croatia Sesvete 3. HNL – Središte (III.) - Dragovoljac Hrašće (Hrašće Turopoljsko) - Lokomotiva Zagreb - Špansko Zagreb - Trnje Zagreb - ZET Zagreb | 1. Zagrebačka liga (IV.) - Concordia Zagreb - Dinamo Odranski Obrež - HAŠK Zagreb - Jarun Zagreb - Kašina - Lučko - Mala Mlaka - Mladost Buzin - Odra - Ponikve Zagreb - Prigorje Žerjavinec - Rudeš Zagreb - Sloga Zagreb - Tekstilac-Ravnice Zagreb - Trešnjevka Zagreb - Vrapče Zagreb | 2. Zagrebačka liga (V.) - Botinec Zagreb - Čehi Kapra (Gornji Čehi) - Čulinec Zagreb - Dubrava Zagreb - Ivanja Reka - Maksimir Zagreb - Polet Sveta Klara (Zagreb) - Prečko Zagreb - Prigorje Markuševec (Zagreb) - RIZ Odašiljači Zagreb - Sava Jakuševac (Zagreb) - Sava Zagreb - Studentski grad Zagreb - Šparta Elektra Zagreb | 3. Zagrebačka liga (VI.) - Blato Zagreb - Brezovica - Crni biseri Zagreb - Omladinac Odranski Strmec - Pekarski Zagreb - Podsused Zagreb - Zelengaj Zagreb |

## Rezultati

### 1. kolo
Igrano 13. rujna 2000. 
| klub1                        | klub2                     | rez. |  |
| ---------------------------- | ------------------------- | ---- |  |
| Brezovica                    | RIZ Odašiljači Zagreb     | 2:0  |  |
| Čulinec Zagreb               | Čehi Kapra (Gornji Čehi)  | 8:1  |  |
| Ivanja Reka                  | Crni biseri Zagreb        | 3:2  |  |
| Maksimir Zagreb              | Pekarski Zagreb           | 6:0  |  |
| Podsused Zagreb              | Dubrava Zagreb            | 2:5  |  |
| Polet Sveta Klara (Zagreb)   | Omladinac Odranski Strmec | 5:0  |  |
| Prečko Zagreb                | Blato Zagreb              | 6:0  |  |
| Prigorje Markuševec (Zagreb) | Sava Jakuševac (Zagreb)   | 2:0  |  |
| Sava Zagreb                  | Botinec Zagreb            | 11:0 |  |
| Zelengaj Zagreb              | Šparta Elektra Zagreb     | 4:0  |  |

### 2. kolo
Igrano 27. rujna 2000. 
| klub1                  | klub2                        | rez.           |                                              |
| ---------------------- | ---------------------------- | -------------- | -------------------------------------------- |
| Brezovica              | Prigorje Žerjavinec          | 2:5            |                                              |
| Čulinec Zagreb         | Tekstilac-Ravnice Zagreb     | 2:4            |                                              |
| Dubrava Zagreb         | Dinamo Odranski Obrež        | 4:1            |                                              |
| Kašina                 | Sloga Zagreb                 | 1:7            |                                              |
| Maksimir Zagreb        | Polet Sveta Klara (Zagreb)   | 3:2            |                                              |
| Mala Mlaka             | Odra                         | 2:2 (2:4 11 m) | Odra prošla boljim izvođenjem jedanaesteraca |
| Mladost Buzin          | Prigorje Markuševec (Zagreb) | 5:0            |                                              |
| Ponikve Zagreb         | Jarun Zagreb                 | 1:3            |                                              |
| Prečko Zagreb          | Vrapče Zagreb                | 3:4            |                                              |
| Rudeš Zagreb           | HAŠK Zagreb                  | 1:4            |                                              |
| Sava Zagreb            | Ivanja Reka                  | 9:0            |                                              |
| Studentski grad Zagreb | Lučko                        | 1:4            |                                              |
| Zelengaj Zagreb        | Trešnjevka Zagreb            | 1:7            |                                              |

### 3. kolo
Igrano 11. listopada 2000. 
| klub1               | klub2                    | rez.           |                                                  |
| ------------------- | ------------------------ | -------------- | ------------------------------------------------ |
| Dubrava Zagreb      | Maksimir Zagreb          | 5:1            |                                                  |
| HAŠK Zagreb         | Mladost Buzin            | 1:2            |                                                  |
| Lučko               | Concordia Zagreb         | 2:1            |                                                  |
| Odra                | Tekstilac-Ravnice Zagreb | 6:4            |                                                  |
| Prigorje Žerjavinec | Vrapče Zagreb            | 2:2 (5:3 11 m) | Prigorje prošlo boljim izvođenjem jedanaesteraca |
| Sloga Zagreb        | Jarun Zagreb             | 0:0 (4:3 11 m) | Sloga prošla boljim izvođenjem jedanaesteraca    |
| Trešnjevka Zagreb   | Sava Zagreb              | 4:3            |                                                  |

### 4. kolo
Igrano 25. listopada 2000. 
| klub1                                   | klub2             | rez.           |                                               |
| --------------------------------------- | ----------------- | -------------- | --------------------------------------------- |
| Dragovoljac Hrašće (Hrašće Turopoljsko) | Odra              | 1:0            |                                               |
| Lokomotiva Zagreb                       | Mladost Buzin     | 2:3            |                                               |
| Lučko                                   | Dubrava Zagreb    | 5:0            |                                               |
| Prigorje Žerjavinec                     | Trešnjevka Zagreb | 2:4            |                                               |
| Špansko Zagreb                          | Sloga Zagreb      | 1:1 (3:4 11 m) | Sloga prošla boljim izvođenjem jedanaesteraca |
| Trnje Zagreb                            | ZET Zagreb        | 1:0            |                                               |

### Četvrtzavršnica
Igrano 3., 4. i 14. travnja 2001. 
| klub1                                   | klub2        | rez.           |                                               |
| --------------------------------------- | ------------ | -------------- | --------------------------------------------- |
| Dragovoljac Hrašće (Hrašće Turopoljsko) | Trnje Zagreb | 2:1            |                                               |
| Mladost Buzin                           | Lučko        | 1:1 (2:3 11 m) | Lučko prošlo boljim izvođenjem jedanaesteraca |
| Croatia Sesvete                         | 1:3          |                |                                               |
| Sloga Zagreb                            | Sloga Zagreb | Sloga Zagreb   | slobodni                                      |

### Poluzavršnica
Igrano 9. svibnja 2001. 
| klub1           | klub2                                   | rez. |  |
| --------------- | --------------------------------------- | ---- |  |
| Croatia Sesvete | Sloga Zagreb                            | 3:2  |  |
| Lučko           | Dragovoljac Hrašće (Hrašće Turopoljsko) | 2:1  |  |

### Završnica
Igrano 29. svibnja 2001. 
| klub1 | klub2           | rez. |                            |
| ----- | --------------- | ---- | -------------------------- |
| Lučko | Croatia Sesvete | 4:3  | Lučko pobjednik Kupa ZNS-a |

## Poveznice
- Zagrebački nogometni savez
- Kup Zagrebačkog nogometnog saveza